# Calyptothecium bescherellei
Calyptothecium bescherellei är en bladmossart som beskrevs av Brotherus 1906. Calyptothecium bescherellei ingår i släktet Calyptothecium och familjen Pterobryaceae. Inga underarter finns listade i Catalogue of Life.